# Мій молодший брат
«Мій молодший брат» (рос. «Мой младший брат») — російський радянський художній фільм 1962 року режисера Олександра Зархі за мотивами твору Василя Аксьонова «Зоряний квиток».

## Сюжет
По закінченню школи хлопцю спало на думку поїхати куди-небудь подалі від дому. Умовляння старшого брата щодо серйозного ставлення до майбутнього життя ще зміцнило наміри...

## У ролях
- Людмила Марченко
- Олександр Збруєв
- Олег Даль
- Андрій Миронов
- Олег Єфремов
- Іван Савкін
- Арво Круусемент
- Михайло Названов — Андрій Іванович, профессор
- Яан Саул
- Віллу Томінгас

## Творча група
- Сценарій: Василь Аксьонов, Михайло Анчаров, Олександр Зархі
- Режисер-постановник: Олександр Зархі
- Оператор-постановник: Анатолій Петрицький
- Композитор: Мікаел Таривердієв
- «Вокаліз» у виконанні Стахана Рахімова та Алли Йошпе